# Hypovirus
Hypovirus is een geslacht van virussen uit de familie Hypoviridae. Het geslacht omvat vier soorten. De typesoort is Cryphonectria hypovirus 1. Schimmels besmet met dit virus veroorzaken lichtere ziektesymptomen bij de geïnfecteerde plant. Dit wordt hypovirulentie genoemd.

## Structuur
De diameter van deze virussen is ongeveer 50 tot 80 nm. Het genoom is lineair en ongeveer 9 tot 13 kb lang. Het genoom is een open leesraam (open reading frame).
| Geslacht  | Structuur      | Eiwitmantel            | Genoomrangschikking | Genoomsegmentatie |
| --------- | -------------- | ---------------------- | ------------------- | ----------------- |
| Hypovirus | Geen enveloppe | Geen echte eiwitmantel | Lineair             | Monopartieel      |

## Levenscyclus
Virale replicatie is cytoplasmatisch. Replicatie vindt plaats volgens het dubbelstrengs-RNA-virusreplicatiemodel. Dubbelstrengs-RNA-virustranscriptie is de manier van transcriptie. Het virus dringt de gastheercel binnen door van cel naar cel te gaan. Schimmels zijn de natuurlijke gastheren van deze virussen.
| Geslacht  | Gastheerdetails | Tissue Tropism | Binnendringingsetails                               | Verspreidingdetails                                 | Replicatieplaats | Assembleringsplaats | Transmissie                                         |
| --------- | --------------- | -------------- | --------------------------------------------------- | --------------------------------------------------- | ---------------- | ------------------- | --------------------------------------------------- |
| Hypovirus | Schimmel        | Geen           | Cytoplasmatische uitwisseling; anastomose van hyfen | Cytoplasmatische uitwisseling; anastomose van hyfen | Cytoplasma       | Cytoplasma          | Cytoplasmatische uitwisseling; anastomose van hyfen |

## Cryphonectria hypovirus 1hypovirulentie
Cryphonectria hypovirus 1 is het enige in Europa gevonden hypovirus. Het virus infecteert kastanjekanker. Cryphonectria hypovirus 1 wordt sinds de jaren 1970 in Europa gebruikt bij de biologische bestrijding van kastanjekanker.